# 阿爾巴特站 (阿爾巴特-波克羅夫卡線)
阿爾巴特站（羅馬化：Arbatskaya）是莫斯科地鐵阿爾巴特－波克羅夫卡線的一個車站，開通於1953年。該站在設計時同時擔負防空洞的功能，因此面積非常大（月台長250米，是莫斯科第二），深度達41米。

## 外部連結
- metro.ru （页面存档备份，存于）
- mymetro.ru
- KartaMetro.info （页面存档备份，存于） — Station location and exits on Moscow map (English/Russian)